# OR7G2
OR7G2 (англ. Olfactory receptor family 7 subfamily G member 2) – білок, який кодується однойменним геном, розташованим у людей на короткому плечі 19-ї хромосоми. Довжина поліпептидного ланцюга білка становить 324 амінокислот, а молекулярна маса — 35 931.
| 10         |  | 20         |  | 30         |  | 40         |  | 50         |
| ---------- |  | ---------- |  | ---------- |  | ---------- |  | ---------- |
| MEARNQTAIS |  | KFLLLGLIED |  | PELQPVLFSL |  | FLSMYLVTIL |  | GNLLILLAVI |
| SDSHLHTPMY |  | FFLSNLSFLD |  | ICLSTTTIPK |  | MLVNIQAQNR |  | SITYSGCLTQ |
| ICFVLFFAGL |  | ENCLLAAMAY |  | DRYVAICHPL |  | RYTVIMNPRL |  | CGLLILLSLL |
| TSVVNALLLS |  | LMVLRLSFCT |  | DLEIPLFFCE |  | LAQVIQLTCS |  | DTLINNILIY |
| FAACIFGGVP |  | LSGIILSYTQ |  | ITSCVLRMPS |  | ASGKHKAVST |  | CGSHLSIVLL |
| FYGAGLGVYI |  | SSVVTDSPRK |  | TAVASVMYSV |  | FPQMVNPFIY |  | SLRNKDMKGT |
| LRKFIGRIPS |  | LLWCAICFGF |  | RFLE       |  |            |  |            |

A: Аланін

C: Цистеїн

D: Аспарагінова кислота

E: Глутамінова кислота

F: Фенілаланін

G: Гліцин

H: Гістидин

I: Ізолейцин

K: Лізин

L: Лейцин

M: Метіонін

N: Аспарагін

P: Пролін

Q: Глутамін

R: Аргінін

S: Серин

T: Треонін

V: Валін

W: Триптофан

Кодований геном білок за функціями належить до рецепторів, g-білокспряжених рецепторів, білків внутрішньоклітинного сигналінгу.
Локалізований у клітинній мембрані, мембрані.